# Al-Hassanstadion
Het Al-Hassanstadion (Arabisch: ملعب الحسن) is een multifunctioneel stadion in Irbid, een stad in Jordanië. In het stadion is plaats voor 15.000 toeschouwers.

## Clubs
Het stadion wordt vooral gebruikt voor voetbalwedstrijden, de voetbalclubs Al-Hussein SC, Al-Arabi, Al-Jalil, Kufrsoum SC en Al-Sareeh SC maken gebruik van dit stadion. 

## Internationaal toernooi
In 2016 werd van dit stadion gebruik gemaakt voor het wereldkampioenschap voetbal vrouwen onder 17. Dat toernooi werd gehouden van 30 september tot en met 21 oktober 2016 in Jordanië. Er waren hier zes groepswedstrijden en twee kwartfinales. De kwartfinales. De eerste kwartfinale werd gespeeld tussen Noord-Korea en Ghana (2–1) en de tweede tussen Japan en Engeland (3–0).